# Ítalo Rossi
Italo Balbo Di Fratti Rossi (Botucatu, 19 de janeiro de 1931 — Rio de Janeiro, 2 de agosto de 2011) foi um ator brasileiro. Descendente de italianos, iniciou a carreira artística na década de 1950, atuando em grandes montagens teatrais, como “Vestir os Nus”; “Pedreira das Almas”, “Panorama Visto da Ponte” e “O Beijo no Asfalto”. Em 1959, ao lado de Fernanda Montenegro, Fernando Torres e Sérgio Britto, Ítalo montou a companhia Teatro dos Sete (1959–1965).

## Biografia

### Família

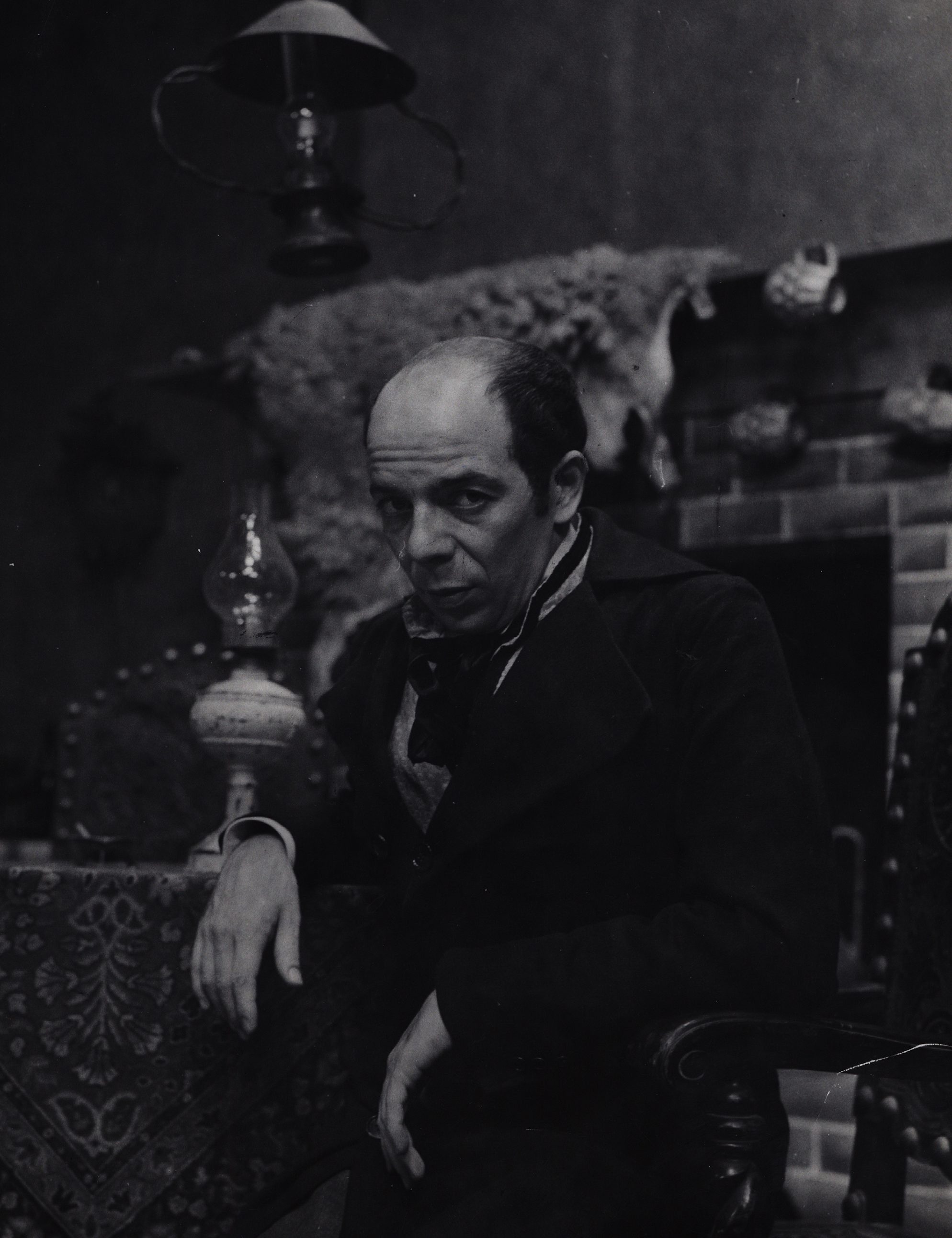
Rossi em 1959.

Italo Rossi era filho de Iacopina Coppola e Ottorino Umberto Rossi, um casal ítalo-brasileiro que se conheceu "quando o jovem imigrante italiano foi trabalhar na cozinha do hotel de seu avô materno, em Botucatu". Seu pai trabalhou, durante a década de 60, em uma empresa paulista chamada "PNEUAC", que comercializava pneus. Foi também sócio minoritário da Distribuidora Paulista de Pneus, localizada na Alamenda Nothmann, número 1 135, em São Paulo-SP.
Foi o terceiro de quatro filhos, todos homens. Perdeu o irmão mais jovem em 1961, enquanto apresentava no Rio de Janeiro a peça Com a Pulga Atrás da Orelha, de Georges Feydeau.

## Carreira
Em 1959 formou a Companhia Teatro dos Sete, ao lado de Fernanda Montenegro, Sérgio Britto, Gianni Ratto, Luciana Petruccelli, Alfredo Souto de Almeida e Fernando Torres, e apresentou no Teatro Municipal do Rio de Janeiro a peça O Mambembe, de Artur Azevedo. A montagem é considerada pela crítica um marco no teatro brasileiro.
Com o Teatro dos Sete, Ítalo participou do Grande Teatro Tupi, também ao lado dos amigos Fernanda Montenegro, Sérgio Britto, Fernando Torres, Manoel Carlos, entre outros. O teleteatro apresentou um repertório de mais de 450 peças. Depois de seis anos no ar na TV Tupi, o Grande Teatro transferiu-se, para a TV Rio e depois, para a Rede Globo. Foi um programa formador de plateia, e referência na história da televisão e do teatro brasileiro.
Teve atuações importantes em telenovelas como A Escrava Isaura, Que Rei Sou Eu?, Araponga, Senhora do Destino e Belíssima. Também foi o Rei Minos e o General Espadarte em diferentes  episódios do seriado Sítio do Picapau Amarelo.
Seu último papel na TV foi no programa humorístico Toma Lá, Dá Cá (2008), da Rede Globo, em que interpretou o personagem Seu Ladir que popularizou o bordão "É mara!" ("É maravilhoso!"). Em janeiro de 2011, comemorou 60 anos de carreira.
Rossi esteve internado desde 31 de julho de 2011 no hospital Copa D'Or, no Rio de Janeiro e morreu, aos 80 anos, no dia 2 de agosto de 2011, devido a complicações respiratórias.

## Filmografia

Em 1961, com Fernanda Montenegro.

### Cinema
| Ano  | Título                              | Personagem              |
| ---- | ----------------------------------- | ----------------------- |
| 1953 | Esquina da Ilusão                   | Auxiliar de Rubens      |
| 1953 | O Homem dos Papagaios               |                         |
| 1953 | Uma Vida para Dois                  |                         |
| 1954 | A Sogra                             |                         |
| 1954 | Destiny in Trouble                  |                         |
| 1958 | O Pão Que o Diabo Amassou           | Borboleta               |
| 1958 | E o Espetáculo Continua             | Quincas                 |
| 1959 | Arraial do Cabo                     | Narrador                |
| 1963 | Anchieta, o Apóstolo do Brasil      | Anchieta                |
| 1965 | Society em Baby-Doll                |                         |
| 1966 | Paraíba, vida e morte de um bandido |                         |
| 1966 | Ele e o Rabisco                     | Narrador                |
| 1967 | A Derrota                           | Segundo Chefe           |
| 1967 | Cara a Cara                         |                         |
| 1968 | Desesperato                         | Homem escoltado         |
| 1968 | O Engano                            | Primeiro Marido de Cora |
| 1969 | O Bravo Guerreiro                   | Conrado Frota           |
| 1976 | Noite sem Homem                     | Salô                    |
| 1979 | A República dos Assassinos          | Clemente                |
| 1983 | Estranhas Relações                  | Dr. Luiz XII            |
| 1989 | Doida Demais                        |                         |
| 1991 | SD do forcas armadas !              |                         |
| 1992 | Morte por Água                      | Tirésias                |
| 1992 | Chão de Estrelas                    |                         |
| 1997 | A Grande Noitada                    | Butuca                  |
| 2003 | Maria, mãe do filho de Deus         | Caifás                  |
| 2008 | Sexo Com Amor?                      | Padre Ancelmo           |

### Televisão
| Ano  | Título                                   | Papel                        | Nota                               |
| ---- | ---------------------------------------- | ---------------------------- | ---------------------------------- |
| 1963 | A Morta Sem Espelho                      | Ulisses                      |                                    |
| 1963 | Pouco amor não é amor                    |                              |                                    |
| 1964 | Sonho de Amor                            | Fernando Vasconcelos         |                                    |
| 1964 | Vitória                                  | Lúcio                        |                                    |
| 1965 | Padre Tião                               | Padre Tião                   |                                    |
| 1969 | Um gosto amargo de festa                 |                              |                                    |
| 1970 | E Nós, Aonde Vamos?                      | Alfredo Ramos                |                                    |
| 1972 | Jerônimo, o Herói do Sertão              | Coronel Saturnino Bragança   |                                    |
| 1975 | Bravo                                    | Paes Duarte                  |                                    |
| 1976 | Escrava Isaura                           | José                         |                                    |
| 1976 | Vejo a lua no céu                        | Jacinto                      |                                    |
| 1978 | Sítio do Picapau Amarelo                 | Rei Minos                    | Episódio: "O Minotauro"            |
| 1981 | Brilhante                                | Delegado Rufino              |                                    |
| 1982 | Sítio do Picapau Amarelo                 | General Espadarte            | Episódio: "Reinações de Narizinho" |
| 1983 | Parabéns pra Você                        | Vice-reitor                  |                                    |
| 1984 | Transas e Caretas                        | Gilberto (Braga)             |                                    |
| 1985 | Tudo em Cima                             | Dr. Evandro Sena             |                                    |
| 1988 | Chapadão do Bugre                        | Damasceno Soares             |                                    |
| 1989 | Que Rei Sou Eu?                          | Marquês de Castilha          |                                    |
| 1990 | Araponga                                 | Zaca                         |                                    |
| 1993 | Olho no Olho                             | Ferreira                     |                                    |
| 1995 | Engraçadinha, seus amores e seus pecados | Dr. Phocion                  |                                    |
| 1998 | Serras Azuis                             | Eleogadário                  |                                    |
| 2000 | Esplendor                                | Vicente                      |                                    |
| 2002 | Coração de Estudante                     | Juiz Bonifácio               |                                    |
| 2003 | Kubanacan                                | Trujillo                     |                                    |
| 2004 | Senhora do Destino                       | Alfred Baskerville           |                                    |
| 2005 | Mandrake                                 | Dr. Graff                    | Episódio: "Dia dos Namorados"      |
| 2005 | Belíssima                                | Dr. Fernando Medeiros        |                                    |
| 2008 | Toma Lá, Dá Cá                           | Ladir Miranda / Dirla Thomas | Temporada 2                        |

## Prêmios e indicações
| Ano  | Associações                                | Categoria                               | Nomeações                       | Resultado | Ref.   |
| ---- | ------------------------------------------ | --------------------------------------- | ------------------------------- | --------- | ------ |
| 1956 | Associação Brasileira de Críticos Teatrais | Revelação do Ano                        | A Casa de Chá do Luar de Agosto | Venceu    | [ 9 ]  |
| 1957 | Prêmio APCT de Teatro                      | Melhor Ator                             | Os Interesses Criados           | Venceu    | [ 10 ] |
| 1960 | Associação Brasileira de Críticos Teatrais | Melhor Ator                             | O Mambembe                      | Venceu    | [ 11 ] |
| 1961 | Associação Brasileira de Críticos Teatrais | Melhor Ator                             | Com a Pulga Atrás da Orelha     | Venceu    | [ 12 ] |
| 1961 | Círculo Independente de Críticos Teatrais  | Melhor Ator                             | Com a Pulga Atrás da Orelha     | Venceu    | [ 12 ] |
| 1975 | Prêmio Molière                             | Melhor Ator                             | A Noite dos Campeões            | Venceu    |        |
| 1985 | Prêmio Molière                             | Melhor Ator                             | Quatro Vezes Beckett            | Venceu    | [ 13 ] |
| 1986 | Prêmio Molière                             | Melhor Ator                             | Encontro com Fernando Pessoa    | Venceu    |        |
| 1989 | Festival de Cinema de Gramado              | Melhor Ator Coadjuvante                 | Doida Demais                    | Venceu    |        |
| 2008 | Prêmio Contigo! de TV                      | Melhor Ator Cômico (em novela ou série) | Toma Lá, Dá Cá                  | Indicado  |        |